# John Burgoyne

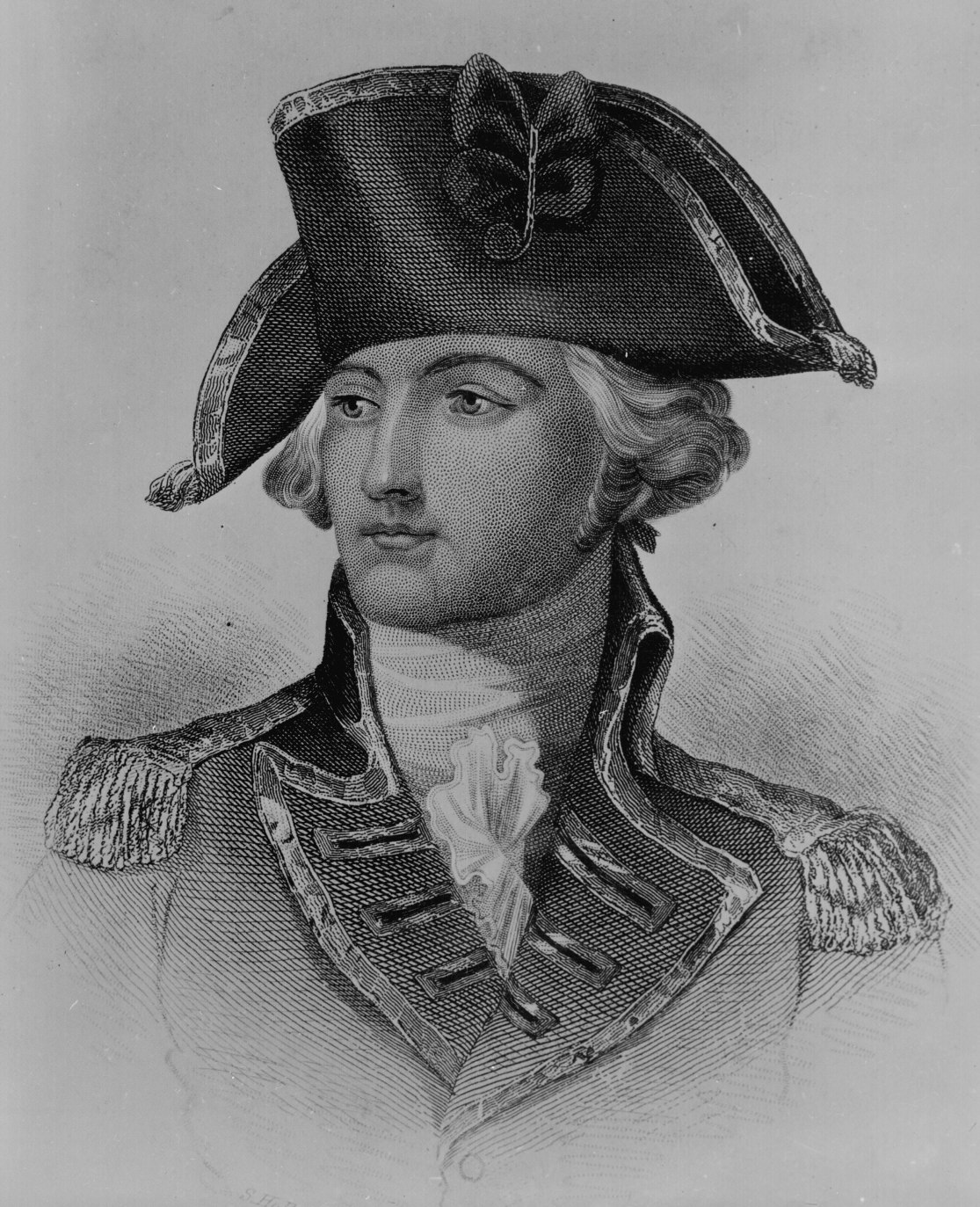
„Gentleman Johnny“ Burgoyne

John Burgoyne, auch Gentleman Johnny genannt, (* 24. Februar 1722 in Bedfordshire, England; † 4. Juni 1792 in London) war ein britischer Generalleutnant und Schriftsteller.

## Leben
Burgoyne war der Sohn von Captain John Burgoyne und dessen Ehefrau Anna Maria Burnestone. Seine Schulzeit verbrachte Burgoyne an der Westminster School, wo er eine außergewöhnlich vielseitige Ausbildung genoss. Dort befreundete er sich auch mit James Smith-Stanley, Lord Strange (1716–1771), dem ältesten Sohn von Edward Stanley, 11. Earl of Derby.
Als Cornet des 13th Regiment of Dragoons trat Burgoyne 1740 mit 18 Jahren in die British Army ein und konnte sich bereits im darauffolgenden Jahr eine Stelle als Lieutenant kaufen.
1743 heiratete er heimlich Lady Charlotte Stanley, eine Schwester seines Schulfreundes Lord Strange. Sein Schwiegervater setzte der Braut zwar eine kleine Mitgift aus, enterbte sie aber, da er mit der Heirat nicht einverstanden war. Mittels dieser Mitgift erwarb Burgoyne eine Stelle als Captain; verschuldete sich durch diesen Kauf aber derart, dass er diesen Dienstposten bereits vier Jahre später wieder verkaufen musste. Mit dem Erlös konnte er die dringendsten Schulden begleichen; anschließend ließ er sich mit seiner Frau in Frankreich nieder.
Während dieser Zeit reiste Burgoyne durch fast alle europäischen Länder und lernte dabei die Möglichkeiten des Kriegseinsatzes von leichten berittenen Truppen kennen, welche in der britischen Armee unbekannt waren. Burgoyne war davon begeistert und entwickelte einen Plan, um diese Truppenart auch in Großbritannien einzuführen. Nach einiger Überzeugungsarbeit wurde 1759 ein erstes solches Regiment, das 16th Regiment of Light Dragoons, aufgestellt.
Bereits 1756 hatte sich Burgoyne mit seinem Schwiegervater versöhnt. Dieser verschaffte ihm durch seine Vermittlung einen Posten als Captain beim 11th Regiment of Dragoons. Im darauffolgenden Jahr wechselte Burgoyne als Captain-Lieutenant und Lieutenant-Colonel der Coldstream Regiment of Foot Guards zur Infanterie. Während des Siebenjährigen Krieges nahm Burgoyne an den Feldzügen 1758 nach Cherbourg und 1759 nach Saint-Malo teil. Ende 1759 wurde er als Lieutenant-Colonel befehlshabender Offizier des 16th Regiment of Light Dragoons, 1762 zum Colonel befördert und war von 1763 bis 1779 Colonel of the Regiment des 16th Regiment of Light Dragoons.
Erstmals 1761 wurde Burgoyne in das britische Unterhaus gewählt. Bis 1768 war er dort als Abgeordneter für Midhurst in Sussex von 1768 bis 1792 als Abgeordneter für Preston in Lancashire. Er beschäftigte er sich einige Zeit nur mit Fragen der Außenpolitik. 1762 beauftragte man Burgoyne, mit einem Kontingent nach Portugal zu gehen, um das Land im so genannten „Fantastischen Krieg“ (Guerra Fantástica) gegen Spanien zu unterstützen. Hier diente er unter Graf Wilhelm Friedrich Ernst zu Schaumburg-Lippe und war im Rang eines Brigadegenerals maßgeblich an der Eroberung mehrerer Städte beteiligt.
Seit Anfang der 1760er Jahre hatte sich Burgoyne nebenbei einigen literarischen Versuchen gewidmet. Nach seiner Rückkehr aus Portugal erzielte er Anfang 1775 mit dem Debüt seines Theaterstückes Maid of the oaks einen ersten bemerkenswerten Erfolg; u. a. wirkte der berühmte Schauspieler David Garrick bei der Premiere mit.
In der British Army wurde er 1772 zum Major-General befördert. Beim Ausbruch des Amerikanischen Unabhängigkeitskrieges entsandte man Burgoyne nach Boston, wo er aber kein direktes Kommando erhielt. Aus dieser Zeit sind mehrere Briefe erhalten, in denen er sich z. T. sehr kritisch über die Mängel von Offizieren und Mannschaft auslässt. An die Rebellen richtete Burgoyne ein Pamphlet, welches allein schon seiner exaltierten Sprache wegen, sowohl in den Kolonie als auch im Mutterland für Aufsehen sorgte. Der Schriftsteller Horace Walpole bezeichnete Burgoyne deshalb als Pomposo und Hurlothrumbo.
Im November 1775 reiste Burgoyne nach London, um – allerdings vergeblich – ein eigenes unabhängiges Kommando zu erhalten. Erst im März 1776 übergab man ihm den Befehl über Truppen, welche er zur Verstärkung der Armee von Guy Carleton nach Québec bringen sollte, da dieser dort von Rebellen unter dem Befehl von Benedict Arnold belagert wurde. Die ersten Schiffe landeten mit den Truppen im Mai, Burgoyne kam mit dem letzten Schiff erst Ende Juni.

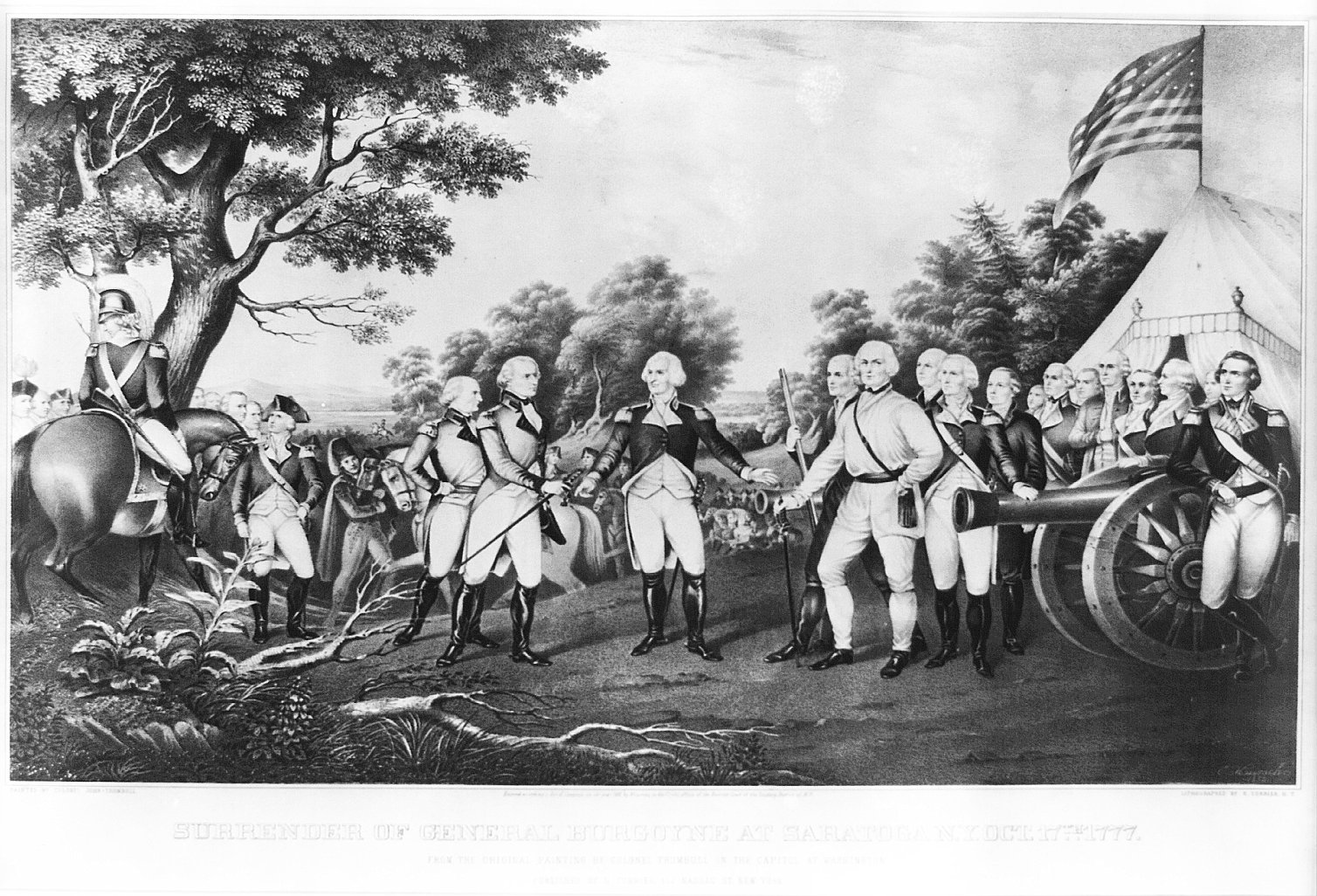
Die Kapitulation von General Burgoyne. Gemälde von John Trumbull.

Als die Rebellen sich in Richtung Lake Champlain zurückzogen, verfolgten sie britische Truppen unter dem Befehl von Carleton, dessen Stellvertreter Burgoyne nun war. Burgoyne eroberte zwar Fort Ticonderoga in der letzten Schlacht von Ticonderoga und wurde dafür zum Lieutenant-General befördert, doch wurde dieser Erfolg nutzlos nach der Niederlage in der Schlacht von Saratoga am 17. Oktober 1777, als er mit seinem gesamten Heer vor den überlegenen Streitkräften des Generals Horatio Gates kapitulieren musste und den Winter 1777/78 mit seinem gesamten Stab in Kriegsgefangenschaft in Boston verbrachte. Burgoyne wurde daraufhin seines Amtes enthoben und kehrte im Frühjahr 1778 nach Großbritannien zurück.
Von der Regierung fallen gelassen, schloss sich Burgoyne den Whigs an. Immer wieder Anfeindungen ausgesetzt, veröffentlichte Burgoyne 1780 seine Denkschrift State of the expedition from Canada als Versuch einer Verteidigung. Als 1782 die Whigs wieder an die Regierung kamen, wurde er Oberbefehlshaber der britischen Truppen in Irland. Allerdings verlor er dieses Amt bereits 1784 wieder. 1782 wurde er auch Colonel des 4th Regiment of Foot und hatte dieses Amt bis zu seinem Tod inne.
Politisch unterstützte Burgoyne die Opposition von Premierminister William Pitt dem Jüngeren. Sein letzter großer öffentlicher Auftritt war 1787 die öffentliche Anklage gegen den Generalgouverneur Britisch-Ostindiens, Warren Hastings.
Nachdem seine Ehefrau 1776 gestorben war, hatte er mit der Opernsängerin Susan Caulfield vier uneheliche Kinder, darunter der spätere Feldmarschall John Fox Burgoyne.
Im Alter von 70 Jahren starb General John Burgoyne am 4. Juni 1792 in London und fand seine letzte Ruhestätte am 13. August in der Westminster Abbey.

## Werke (Auswahl)
Sachbücher
- Thoughts for conducting the war from the side of Canada. 1777
- State of the expedition from Canada 1780

Belletristik
- Maid of the oaks. London 1775
- The heiress. A comedy. 1786